# Korpinluodot
Korpinluodot är en ö i Finland. Den ligger i sjön Ruotsalainen och i kommunen Asikkala i den ekonomiska regionen  Lahtis ekonomiska region  och landskapet Päijänne-Tavastland, i den södra delen av landet, 130 km norr om huvudstaden Helsingfors. Öns area är omkring 390 kvadratmeter och dess största längd är 40 meter i sydöst-nordvästlig riktning.  Notera att namnet antyder att det är fråga om flera öar.